# 燒味
燒味是粵菜中的一種燒烤食品。在酒樓或中式餐館，以至華人地區的快餐店均有提供此類食物。燒味常會配合飯出售，稱為燒味飯，也會配合米粉、河粉、麵等其它主食出售。燒味源于順德，順德人廚藝了得，随着順德人移居省城廣州，順德人將家鄉菜的烹飪技術和菜式，包括燒味，帶到廣州。清末民初，随着嶺南人，包括順德人和廣州人，移居香港，包括燒味等的順德菜，在香港開始流行。 很快香港也發展出自己風味的燒味，叫港式燒味，而源於順得的燒味就稱為廣式燒味。 除了廣東，燒味也流行於澳门、台灣、歐美、東南亞等地，而且他們也發展出自己的特色。

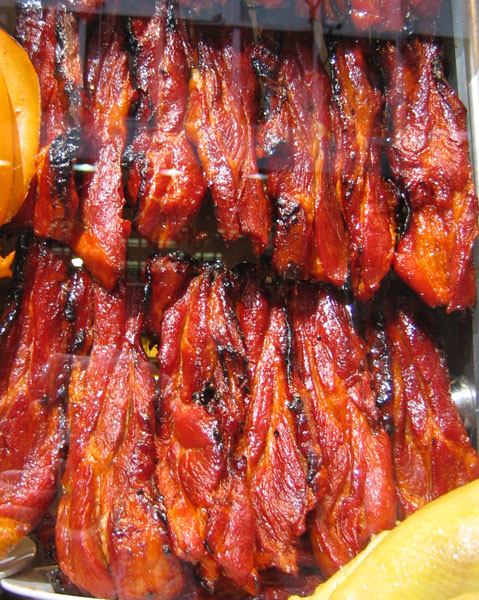
广东烧味之一——叉烧

烧味有時被稱為燒臘，但兩者其實有別。香港的「燒臘店」，除售賣燒味外，秋冬兩季也會兼售臘味。但廣東與港澳地區之外的地方大多沒有特別區分兩者。
在广东及香港地区，烧味制品常与卤水制品同店销售，後者稱為滷味。
传统烧味通常包括白斩鸡（也稱為白切雞）、豉油鸡、叉烧、烧肉、乳猪、烧鸭、烧鹅等。

## 主要烧味

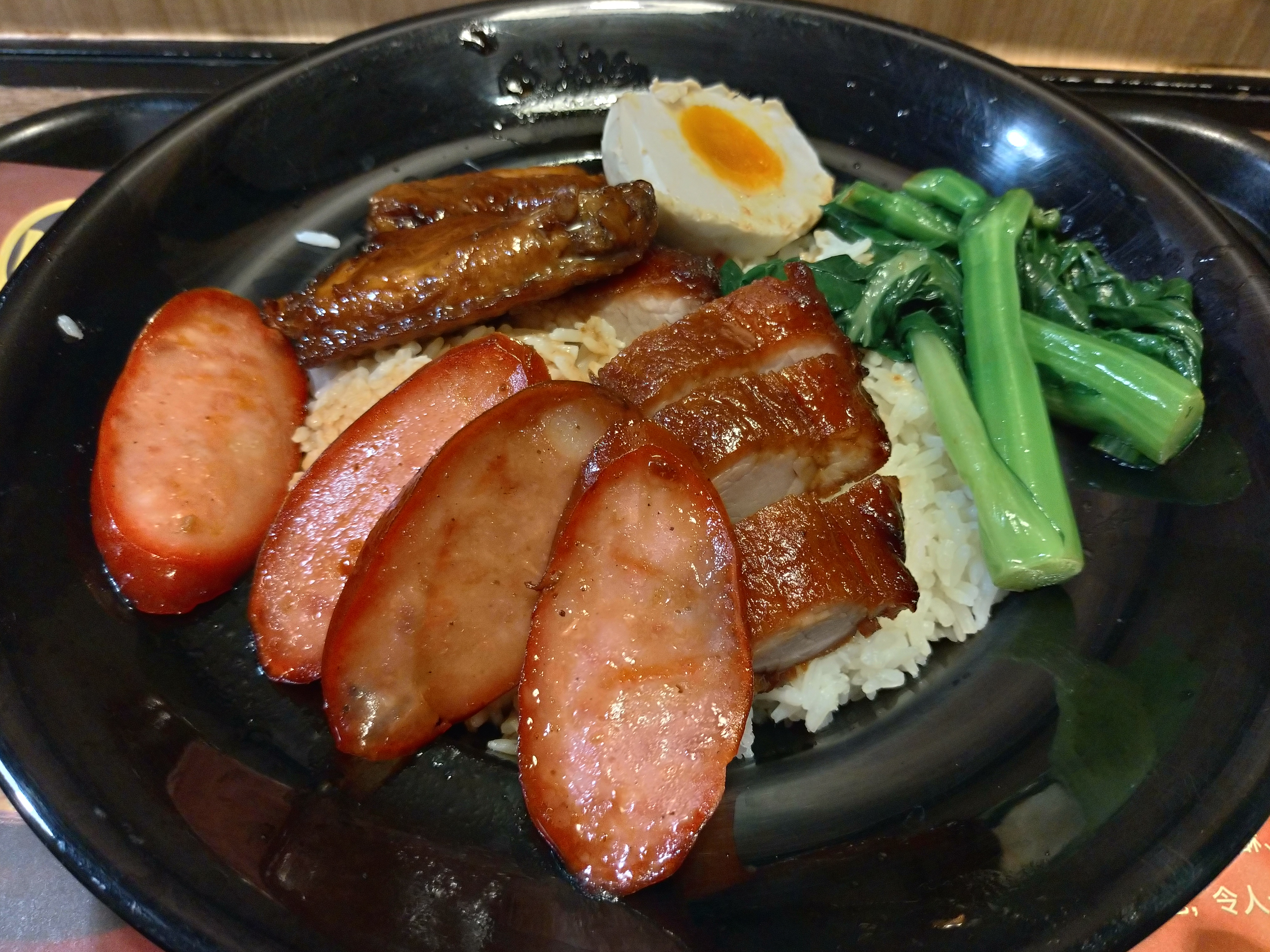
港式快餐店在午飯及晚飯時間供應的鹹蛋三寶飯，「三寶」是指三種燒味 (Note: 三寶飯的「三寶」通常是指三種燒味食品，至於半個鹹蛋是否也算作「其中一寶」，因店而異，通常「鹹蛋三寶」是指鹹蛋加三寶，但部分食店會將鹹蛋當作其中一寶而稱作「四寶飯」，落單前可先向店家查詢。)，通常是叉燒、豉油雞及紅腸各兩三件，另加半個鹹蛋，以及小量蔬菜；另外也有四寶飯、五寶飯以至六寶飯，即是再加配白切雞、燒肉、燒鴨、燒鵝及滷水墨魚；不過加入哪種燒味因店家而異，沒有統一的標準

### 叉燒
叉烧是中国广东烧味的一种，将猪肉以叉子放在火上烧熟而成，故名。烧烤叉烧时会在表面涂上红色的叉烧酱，故叉烧是红色的。叉烧酱的其他主要材料尚有生抽、蒜蓉、麦芽糖、南乳、五香粉、酒等。好的叉烧应该肉质软嫩多汁、色泽鲜明、香味四溢。叉烧通常选用脢头（猪肩）肉制作，当中又以肥、瘦肉均衡为上佳，称之为“半肥瘦”。以叉烧做的其他菜色包括有：叉烧饭、叉烧包、叉烧酥等等。
品种：
- 蜜汁叉烧
- 脆皮叉烧

### 烧乳豬
烧乳猪（亦称烤乳猪）是传统食品的一种。制法是将二至六个星期大，仍未断奶的乳猪宰杀后，以炉火烧烤而成。世界不同的饮食文化中都有烧乳猪这种菜色。中国在西周时相信便已有食用烧猪。当时八珍之一的“炮豚”相信便是指烧猪。在西方，古罗马的传统菜谱中亦有烧乳猪一项。现今的中国菜中以粤菜的烧乳猪最广为流传；而在西方国家中，葡萄牙及西班牙俱以烧乳猪为特色菜。
主要菜式：
- 乳猪拼盘

### 燒肉
烧猪是广东传统食品的一种。制法与另一广东烧味烧乳猪基本一样，不同的是采用已成长的猪，而非乳猪来烧烤。烧猪以肋骨部最为肥美可口。平常在广东烧味中的烧肉，即是烧猪的肋骨部份，亦称之为烧腩，作为被再度烹调的食材则称为火腩（例如“冬瓜炆火腩”）。烧猪的其他多骨部份如头、肘等可以用作淆汤或煮粥等。
烧肉以皮脆肉嫩为上品。烧猪可以重十到二十公斤，烧肉无论是脂肪及肉均较多而厚。而烧乳猪一般只重五至六公斤，除了一层脆皮以外，只有很少的脂肪和肉，而且骨软可吃。烧乳猪的每斤价格亦比烧肉高很多；多数售卖烧味的店铺平常都会有烧肉出售，但乳猪却不一定经常供应，通常需事先预订。

### 燒鴨与燒鵝
- 烧鸭

烧鸭是烧味的一种，是把填满调味料的鸭，挂进炭炉里用木炭高温烧烤出来的菜式，以皮脆有光泽，皮汁多而不带腥味为上品，通常配以酱汁食用。烧鸭的做法与烧鹅大致相同，但肉质和份量则不及后者。然而由于烧鸭成本较低，故成为了烧鹅的代替品。
- 烧鹅

烧鹅是烧味的一种，是把填满调味料的鹅，挂进炭炉里用木炭高温烧烤出来的菜式，以皮脆有光泽，皮汁多而不带腥味为上品，通常配以甜酸酱汁食用。香港的烧鹅在制法上无甚分别，但由于成本等原因，在商品說明條例生效前一些香港食肆的烧鹅其实是以鸭代替鹅，但仍然称为烧鹅，而現在把燒鴨稱為燒鵝則觸犯商品說明條例，可被香港海關檢控。
香港以烧鹅驰名的食肆，包括中环镛记及新界深井一带多家烧鹅酒家。
主要菜式：
- 燒鹅腿

### 燒骨
烧骨一般指猪骨粘上各种香辛料和调料后烤制而成的熟食，是粤菜系列之一，尤以广州花都区的烧骨较为出名。

### 其他燒味
- 豉油雞
- 白切雞
- 紅腸

## 相關調查
有機構在2011年6月至7月間所做的調查顯示香港人酷愛燒味，平均每4天便進食1次。在1706名受訪者中，近八成人每周均會進食最少1次或以上燒味，逾一半人更每周食2次或以上，以每次進食的份量為100克推算，港人每年便進食了6.6萬噸燒味。

## 衛生問題
燒味店的衛生狀況一直為人詬病，由於大部分燒味店位處街市或路邊，其周邊的環境不甚清潔。加上，一般燒味都是掛在店內展示，增加暴露於空氣接觸病菌的風險。而店舖東主亦經常一邊斬切燒味，一邊交收現金，途中鮮有清潔雙手，亦增加食物安全風險。
2012年，連鎖式快餐店大家樂被揭發在運送燒味的過程中，沒有妥善包裝及封密容器，更擺放於流動廁所、垃圾桶及污水旁邊。2014年，旺角有燒臘店被發現在滿佈垃圾雜物及污水的後巷，煮食及存放生肉。

## 健康問題
燒味在近年來引起香港社會關於健康問題的廣泛討論。由於燒味多數採用炭烤燒製而成，可能含有過量致癌物質，食環署更是奉勸市民少食燒味以防吸收過多致癌物質。而一些食材，比如叉燒的醬汁亦被認為是多脂食物會增加心血管疾病的風險。